# 第22次西成暴動
第22次西成暴動（だい22じにしなりぼうどう）とは、1990年（平成2年）10月に大阪府大阪市西成区のあいりん地区（通称・釜ヶ崎）で発生した日雇い労働者による暴動事件。17年ぶり22回目の暴動である。「第22次釜ヶ崎暴動」ともいう。

## 事件の発端
1990年10月2日、西成警察署刑事課捜査第四係の捜査員が、摘発対象の暴力団から賄賂を受け取る警察不祥事が発覚した。この暴力団は西成区を縄張りとしており、いわゆる「シノギ」の一環として、様々な手段で日雇い労働者からピンハネをしていた。このことから日雇い労働者の不満が一気に爆発し、その矛先が警察に向かうことになった。

## 事件の概要
1990年10月2日午後より、あいりん地区内で大嘗祭（同年11月に予定されていた）に反対する旨の演説が行われていた。そして演説者が飼っていた犬が署員に噛みついたため、この演説者を西成署に任意同行させたのがきっかけであった。
午後6時頃から西成署前に労働者が集まっていたが、その最中に「西成署員が暴力団から賄賂を受け取る」というニュースが飛び込んだことから、労働者の怒りが一気に爆発した。午後8時頃になると労働者は暴徒化し、投石や自転車に火を付けて気勢を上げた。
10月3日以降も断続的に暴動が続いた。やがて暴動はあいりん地区外にも拡大し、南海本線西側の花園北交差点付近でも放火や略奪が起きた。4日夜には阪堺電気軌道阪堺線南霞町停留場が放火で全焼した。
また、この暴動を聞きつけて、暴走族などの不良少年も参加するなど、これまでの西成暴動には見られない現象も発生している。
発生から6日目の10月7日になり、ようやく沈静化した。放火された南霞町駅は北側に仮設駅を設けて営業を再開し、その後、駅舎跡地に阪堺霞町駅ビルが建てられ、現在に至っている。